# Kirche Schönwalde

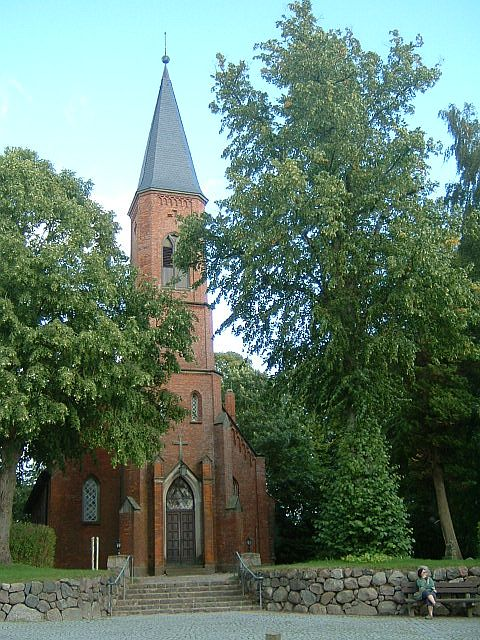
Kirche Schönwalde

Die Kirche Schönwalde in Schönwalde am Bungsberg, einer Gemeinde im Kreis Ostholstein in Schleswig-Holstein, stammt aus dem 13. Jahrhundert, wurde aber Ende des 17. Jahrhunderts und erneut im 19. Jahrhundert stark umgebaut. Die Kirchengemeinde gehört zum Kirchenkreis Ostholstein der Evangelisch-Lutherischen Kirche in Norddeutschland. Sie ist ein geschütztes Kulturdenkmal mit der Objekt-ID 2081 im Denkmalschutzgesetz.

## Geschichte
Eine Kirche in Sconewalde wurde 1240 erstmals urkundlich erwähnt. Veranlasst wurde der Bau durch den Abt des Lübecker Benediktinerklosters St. Johannis, das etwa gleichzeitig nach Cismar umsiedelte. Er versprach sich von dem Bau einer Pfarrkirche einen Anreiz für Siedler, sich in dem bis dahin weitgehend unbewohnten Waldgebiet niederzulassen und das Land urbar zu machen, und damit die Einkünfte des Klosters aus seinem Lauenburger Landbesitz zu vermehren. Diese erste Kirche war eine schlichte, rechteckige, von einer flachen Balkendecke überspannte Feldsteinkirche ohne Chor und Apsis. Das Patrozinium ist nicht mehr bekannt.
Nach Einführung der Reformation ging das Kirchenpatronat von dem aufgelösten Kloster auf die Lübecker Fürstbischofe über, die bis zur Säkularisierung des Hochstifts 1803 aus der Familie von Schleswig-Holstein-Gottorf stammten.
Mitte des 17. Jahrhunderts war die Kirche stark baufällig. Nach dem Einsturz der Ostwand 1693 wurde aus Backsteinen eine apsisartige Rückwand errichtet. Fast die gesamte Kirchenausstattung wurde erst für die erneuerte Kirche angeschafft.
Bis Mitte des 19. Jahrhunderts hatte die Kirche nur einen freistehenden Glockenturm. Von 1852 bis 1857 wurde dann der neugotische Westturm an das Kirchenschiff angebaut. Im Zusammenhang mit dem Einbau der Orgel 1884 wurde das Tonnengewölbe eingezogen. Seit 2015 finden erneut Umgestaltungs- und Renovierungsarbeiten an der Kirche statt.

## Baubeschreibung
Die Saalkirche besteht aus einem Langhaus mit einem dreiseitigen Abschluss im Osten und einem 1852 bis 1857 im Stil der Neugotik errichteten Kirchturm im Westen, in dem sich das von Strebepfeilern flankierte Portal befindet und der mit einem spitzen Helm mit abgeflachten Ecken bedeckt ist. 

## Ausstattung

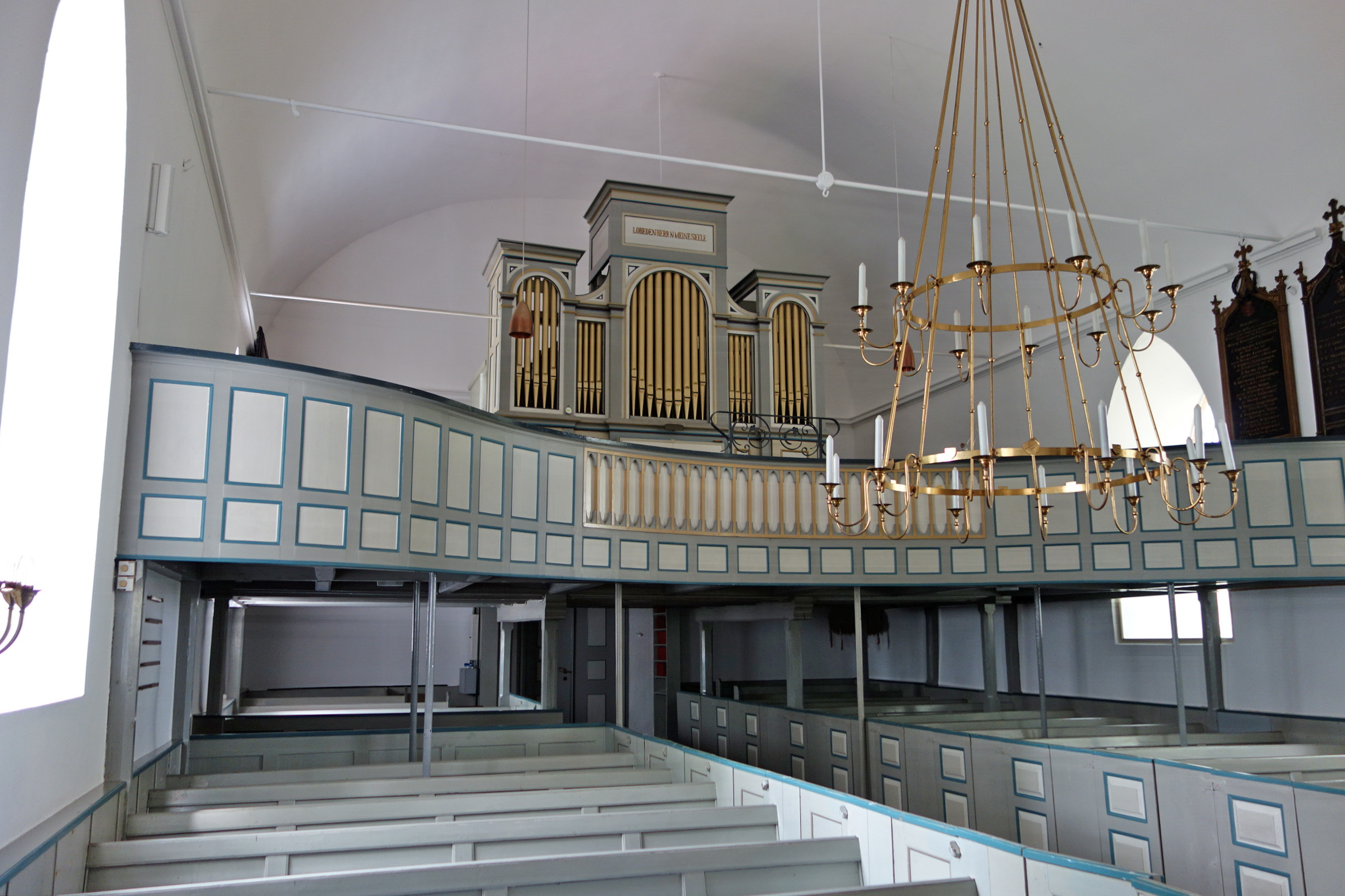
Blick zur Orgel

Das älteste Ausstattungsstück ist die Kanzel aus Eichenholz, die an der Nordwand angebracht ist. Sie wurde der Gemeinde 1647 von dem Lübecker Fürstbischof und Herzog Johann von Schleswig-Holstein-Gottorf und dessen Frau Julia Felicitas von Württemberg-Weiltingen geschenkt. Die vier Brüstungsfelder sind durch Hermenpilaster voneinander getrennt. Auf den beiden mittleren Feldern befinden sich die Wappen der Stifter, in den beiden äußeren Reliefs mit den christlichen Tugenden Glaube und Hoffnung. Umrahmt sind die Reliefs durch reiches Schnitzwerk. In den Feldern darüber und darunter stehen Stiftungsinschriften und auf die Predigt bezogene Bibeltexte. Der schlichte Schalldeckel und die Treppe sind jünger. Gegenüber der Kanzel befindet sich ein von Löwen gehaltenes Wappen des Herzogs von Schleswig-Holstein-Gottorf von 1667 integriert in ein neueres Gestühl aus dem 19. Jahrhundert.
Die dreiteilige barocke Altarwand von 1762 wird der Werkstatt des Eutiner Bildhauers Johann Georg Moser zugeschrieben. Die grobgeschnitzten Figuren stellen die vier Evangelisten mit ihren Symbolen dar. Das auf Blei gemalte Altarbild in der Mitte zeigt die  Kreuzigung nach manieristischer Vorlage. Es ist etwa hundert Jahre ältere als der Altaraufbau.
Der Taufengel stammt von 1759. 
Die Orgel wurde 1884 vom Orgelbauunternehmen Marcussen & Søn gebaut und 1972 renoviert.

## Pfarrhof
Das historische Pfarrhausensemble aus Pastorat, Gemeindehaus im ehemaligen Viehstall und Pfarrscheune mit großem Garten und der ehemalige Friedhof rund um die Kirche sind seit 2016 Naturerlebnisraum des Landes Schleswig-Holstein. Durch das öffentlich zugängliche Gelände, zu dem auch ein in liturgischen Farben gestalteter Garten gehört, führt ein spiritueller Kreuzweg nach Texten von Jörg Zink.